# Symplectoscyphus levinseni
Symplectoscyphus levinseni är en nässeldjursart som först beskrevs av Nutting 1904.  Symplectoscyphus levinseni ingår i släktet Symplectoscyphus och familjen Sertulariidae. Inga underarter finns listade i Catalogue of Life.